# Hendrik van Blois
Hendrik van Blois (Winchester, 1098 - aldaar, 8 augustus 1172), ook bekend als Hendrik van Winchester, was abt van Glastonbury en van 1129 tot zijn dood bisschop van Winchester.

## Biografie
Hendrik werd geboren als de vijfde zoon van Stefanus II van Blois en Adela van Engeland en was daarmee een kleinzoon van Willem de Veroveraar. Hij werd opgeleid in de Abdij van Cluny en vervolgens werd hij door zijn oom Hendrik I van Engeland naar Engeland gehaald om abt van Glastonbury te worden. In 1129 werd hij tevens benoemd tot bisschop van Winchester. Tien jaar later werd hij officieel benoemd tot pauselijk legaat waarmee hij de belangrijkste geestelijke werd tijdens de heersende Anarchie.
Gedurende de burgeroorlog in Engeland steunde hij zowel zijn broer Stefanus en Keizerin Mathilde. Ook onderhield hij gedurende deze periode contact met Petrus Venerabilis. Toen in 1143 zijn legaatschap ten einde kwam ondernam hij nog een poging om deze te verlengen, maar hij was hierin niet succesvol. Na de troonsbestijging van Hendrik II trok Hendrik van Blois zich voor een periode van drie jaar terug in Cluny.
Hendrik van Blois stierf uiteindelijk op 8 augustus 1172. Hij werd begraven in de Kathedraal van Winchester.

## Voorouders
| Overgrootouders               | Odo II van Blois (983–1037) ∞ Irmgard van Auvergne (-)                   | Odo II van Blois (983–1037) ∞ Irmgard van Auvergne (-)                   | Herbert I van Maine (990-1036) ∞ ? (–)                                   | Herbert I van Maine (990-1036) ∞ ? (–)                                   | Robert de Duivel (1000/1010-1035) ∞ Herleva (1015-1050)                      | Robert de Duivel (1000/1010-1035) ∞ Herleva (1015-1050)                      | Boudewijn V van Vlaanderen (1013-1067) ∞ 1028 Adela van Mesen (1009-1014)    | Boudewijn V van Vlaanderen (1013-1067) ∞ 1028 Adela van Mesen (1009-1014)    | Boudewijn V van Vlaanderen (1013-1067) ∞ 1028 Adela van Mesen (1009-1014) | Boudewijn V van Vlaanderen (1013-1067) ∞ 1028 Adela van Mesen (1009-1014) |
| Grootouders                   | Theobald III van Blois (1012-1089) ∞ Garsende van Maine (-)              | Theobald III van Blois (1012-1089) ∞ Garsende van Maine (-)              | Theobald III van Blois (1012-1089) ∞ Garsende van Maine (-)              | Theobald III van Blois (1012-1089) ∞ Garsende van Maine (-)              | Willem de Veroveraar (±1028–1087) ∞ 1051 Mathilde van Vlaanderen (1031-1083) | Willem de Veroveraar (±1028–1087) ∞ 1051 Mathilde van Vlaanderen (1031-1083) | Willem de Veroveraar (±1028–1087) ∞ 1051 Mathilde van Vlaanderen (1031-1083) | Willem de Veroveraar (±1028–1087) ∞ 1051 Mathilde van Vlaanderen (1031-1083) |                                                                           |                                                                           |
| Ouders                        | Stefanus II van Blois (±1045–1102) ∞ 1080 Adela van Engeland (1062-1137) | Stefanus II van Blois (±1045–1102) ∞ 1080 Adela van Engeland (1062-1137) | Stefanus II van Blois (±1045–1102) ∞ 1080 Adela van Engeland (1062-1137) | Stefanus II van Blois (±1045–1102) ∞ 1080 Adela van Engeland (1062-1137) | Stefanus II van Blois (±1045–1102) ∞ 1080 Adela van Engeland (1062-1137)     | Stefanus II van Blois (±1045–1102) ∞ 1080 Adela van Engeland (1062-1137)     | Stefanus II van Blois (±1045–1102) ∞ 1080 Adela van Engeland (1062-1137)     | Stefanus II van Blois (±1045–1102) ∞ 1080 Adela van Engeland (1062-1137)     |                                                                           |                                                                           |
| Hendrik van Blois (1098-1172) |                                                                          |                                                                          |                                                                          |                                                                          |                                                                              |                                                                              |                                                                              |                                                                              |                                                                           |                                                                           |